# Züsch
Züsch település Németországban, Rajna-vidék-Pfalz tartományban. Lakosainak száma 583 fő (2023. december 31.). Züsch Neuhütten és Hermeskeil községekkel határos.

## Népesség
A település népességének változása:
| Lakosok száma | 697  | 619  | 593  | 568  | 555  | 583  |
|               | 1975 | 2017 | 2019 | 2021 | 2022 | 2023 |